# Gellonia bigutta
Gellonia bigutta là một loài bướm đêm trong họ Geometridae.